# سوید هیون (واشینگتن)
سوید هیون (به انگلیسی: Swede Heaven) یک منطقهٔ مسکونی در ایالات متحده آمریکا است که در شهرستان اسنوهومیش، واشینگتن واقع شده‌است. سوید هیون ۱۸٫۱۷ کیلومتر مربع مساحت و ۷۶۸ نفر جمعیت دارد و ۱۲۵٫۸۸ متر بالاتر از سطح دریا واقع شده‌است.